# 目黒区立不動小学校
目黒区立不動小学校（めぐろくりつ ふどうしょうがっこう）は、東京都目黒区下目黒6丁目にある区立小学校。

## 沿革
- 1940年（昭和15年）
  - 4月1日 - 油面小学校として開設。
  - 5月6日 - 現在地に移転。
  - 5月20日 - 創立の式を挙行。
- 1941年（昭和16年）4月1日 - 国民学校令により、油面国民学校と改称。
- 1945年（昭和20年）5月23日 - 戦災で焼失。
- 1947年（昭和22年）4月1日 - 学制改革により、不動小学校と改称。
- 1948年（昭和23年）3月12日 - 校舎復旧（8教室）完成。
- 1963年（昭和38年）1月16日 - 屋内運動場兼講堂完成。
- 1969年（昭和44年）3月 - 屋内運動場兼講堂付属便所完成、給食室等完成。
- 1973年（昭和48年）12月21日 - 鉄筋校舎、普通教室13、職員室等完成。
- 1974年（昭和49年）
  - 3月10日 - ふどう幼稚園併設開園。
  - 3月20日 - 鉄筋校舎、普通教室6、理科室等完成。
- 1980年（昭和55年）11月15日 - 創立40周年記念式典挙行し、祝賀会開催。
- 1982年（昭和57年）7月15日 - プール完成。
- 1987年（昭和62年）4月10日 - 興津健康学園開園。
- 1990年（平成2年）12月1日 - 開校50周年記念式典挙行し、祝賀会開催。
- 1995年（平成7年）8月31日 - 給食室改修。
- 1996年（平成8年）6月20日 - プール改修。
- 1997年（平成9年）7月 - 耐震工事実施。
- 1999年（平成11年）6月 - インターネット導入。
- 2000年（平成12年）6月17日 - 開校60周年記念式典挙行。ホームページ開設。
- 2001年（平成13年）8月31日 - コンピュータールーム完成。
- 2010年（平成22年）10月23日 - 開校70周年記念式典挙行し、祝賀会開催。

## 教育方針
- 自ら進んで考える子
  - 仲よく助け合う子
  - ねばり強くやりとげる子
  - 明るく健康な子

## 通学区域
出典
- 下目黒4丁目（全域）
- 下目黒5丁目（全域）
- 下目黒6丁目（全域）
- 目黒本町1丁目（全域）
- なお、本校は、品川区との区境線に近い場所にあるため、品川区立小山台小学校の学区である品川区小山台2丁目[2]の一部では、本校の方が距離的に近い地域がある。

## 進学先中学校
- 目黒区立大鳥中学校[1]

## アクセス
- 東急電鉄
  - 東横線学芸大学駅（目黒区）から徒歩20分。
  - 目黒線武蔵小山駅（品川区）から徒歩15分。
- 東急バス「目黒消防署前」バス停下車後、徒歩5分。 
  - 「黒01」系統「大岡山小学校」行
  - 「黒02」系統「二子玉川」行
  - 「黒07」系統「弦巻営業所」行
  - 「東98」系統「清水」行（日中）・「等々力操車場」行（朝と夕方以降）
    - JR・東急・地下鉄目黒駅から、上述の東急バスで、「目黒消防署前」バス停下車後、徒歩。

  - 学校ホームページには載ってないが、東急バス「渋72」系統で、「東京学園高校通り」バス停（下目黒5丁目）からもアクセス可能。

## 周辺
※印が付されている施設は品川区に所在する。
- 目黒区立不動保育園 - 同一敷地内で、なおかつ進級前保育園のひとつ。
- ネパール大使館
- 不動住区センター
- 林試の森公園（「北門」が学校に最も近い。なお、公園の北東側は目黒区に位置する。）※
- 小山台公園※
- 多摩大学目黒高等学校・中学校第2体育館・武道場
- このほか、シティハウス下目黒などのマンションなども点在する。